# Procambarus blandingii
Procambarus blandingii är en kräftdjursart som först beskrevs av Harlan 1830.  Procambarus blandingii ingår i släktet Procambarus och familjen Cambaridae. IUCN kategoriserar arten globalt som livskraftig. Inga underarter finns listade i Catalogue of Life.